# Новины (Житомирская область)
Новины (укр. Новини) — село на Украине, основано в 1883 году, находится в Пулинском районе Житомирской области.
Код КОАТУУ — 1825480802. Население по переписи 2001 года составляет 225 человек. Почтовый индекс — 12050. Телефонный код — 4131. Занимает площадь 10,604 км².

## Адрес местного совета
12050, Житомирская область, Пулинский р-н, с. Великий Луг, ул. Ленина, 16